# Dua Lipa
Dua Lipa (n. 22 august 1995, Greater London, Anglia, Regatul Unit) este o cântăreață britanico-albaneză. În 2015, Lipa a semnat cu Warner Music Group și a lansat primul său single. În decembrie 2016, un documentar despre Lipa a fost comandat de revista The Fader, intitulată See in Blue. În ianuarie 2017, Dua a câștigat premiul EBBA Public Choice Award. Albumul său a debutat pe data de 2 iunie 2017. Albumul a înregistrat 7 melodii, dintre care două UK top-10 singles "Be The One" și "IDGAF" și UK number-one single "New Rules". În 2018 Lipa a câștigat 2 premii pentru  Artistul Britanic Feminin Solist și British Breakthrough Act.

## Copilărie
Lipa s-a născut în Londra la data de 22 august 1995 din  părinți de etnie albaneză din Kosovo care au părăsit Priștina în anii 1990. Aici a frecventat liceul Sylvia Young Theatre School, apoi se reîntoarce cu familia sa în Kosovo în 2008. Numele ei dat înseamnă "iubire" în albaneză. La vârsta de 14 ani a început să posteze cântecele ei preferate de la artiștii precum Pink și Nelly Furtado pe contul său de YouTube. La vârsta de 15 ani s-a mutat înapoi în Londra, cu dorința de a deveni cântăreață. La scurt timp după aceea, a început să lucreze ca model.
Dua Lipa a crescut ascultându-l pe tatăl ei, rockerul albanez Dukagjin Lipa. În 2013, ea a jucat într-o reclamă pentru The X Factor.

## Carieră
În 2015, Lipa a început să lucreze la albumul său de debut pentru Warner Music Group. În august 2015, ea a lansat primul ei single "New Love", produs de Emile Haynie și Andrew Wyatt. Ea a lansat al doilea single "Be The One", în octombrie 2015. "Be the One" a avut succes în toată Europa, ajungând numărul unu în Belgia, Polonia și Slovacia, înregistrându-se în top 10 în peste 11 teritorii europene. În Australia și Noua Zeelandă, melodia a devenit un succes, ajungând pe locurile 6, respectiv 20. Lipa își descrie stilul ei muzical ca fiind "dark pop". La 30 noiembrie 2015, ea a fost dezvăluită ca fiind una dintre actele de pe lista BBC Sound of ... 2016. Primul ei turneu în Marea Britanie și Europa a început în ianuarie 2016. În noiembrie 2016, Lipa și-a încheiat turneul în Europa.

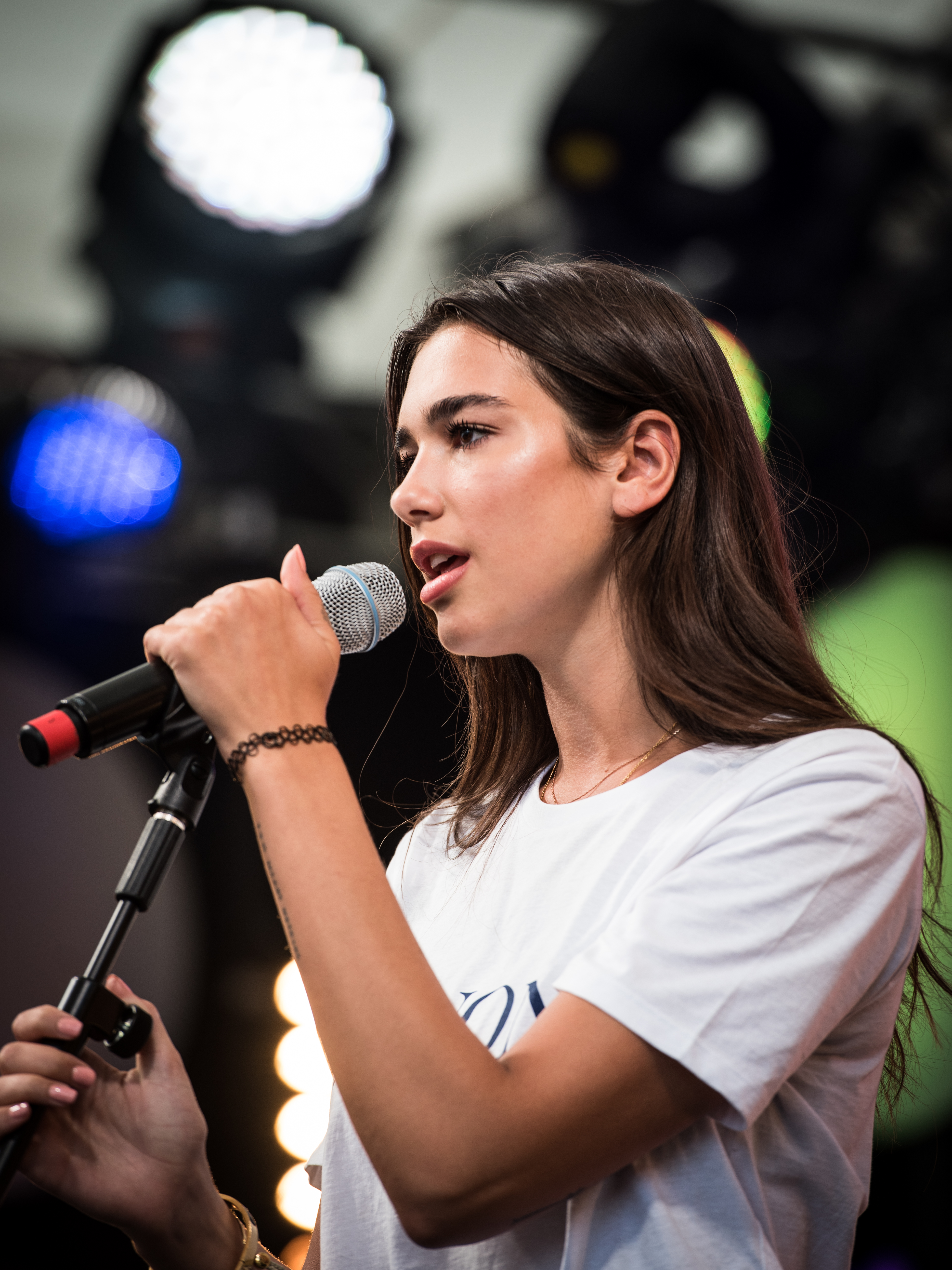
Dua Lipa în concert, 2016

La 18 februarie 2016, Lipa a lansat al treilea single "Last Dance", urmat de " Hotter than Hell ", pe 6 mai. "Hotter than Hell" a devenit un hit la nivel mondial, mai ales în Marea Britanie, unde a atins punctul culminant la numărul 15. La 26 august, a fost lansat cel de-al cincilea său single "Blow Your Mind (Mwah)", atingând numărul maxim de 30 în UK. A fost the singer's first entry pe US Billboard Hot 100, debutând la numărul 72. "Blow Your Mind (Mwah)", a fost de asemenea, în vârful Billboard Dance Club Song chart și ajungând numărul 23 în Billboard Mainstream Top 40 chart.
În noiembrie 2016, Sean Paul a lansat single-ul "No Lie" cu Lipa. Cântecul a atins numărul 10 în Marea Britanie. În decembrie 2016, un documentar despre Lipa a fost lansat de revista The Fader, numită See in Blue. În ianuarie 2017, Lipa a lansat single-ul Scared to Be Lonely cu Martin Garrix , ajungând la numărul 14 în Marea Britanie.
Pe 2 iunie 2017, albumul de debut a fost lansat. Al șaselea single a fost "New Rules", lansat în luna următoare, ajungând numărul unu în UK și prima solistă ajunsă în vârf în UK urmat de "Hello" de la Adele în 2015. New Rules este cel mai bine vândut single până în prezent, melodia a intrat, de asemenea, în top 10 în alte teritorii, inclusiv numărul 2 în Australia, numărul 6 în SUA și numărul 7 în Canada. Lipa a performat la Festivalul Glastonbury în iunie 2017, atrăgând unul dintre cele mai mari audiențe la eveniment. A performat rolul BBC's Later... with Jools Holland în octombrie 2017. În decembrie 2017, Lipa a fost numită cea mai ascultată femeie din 2017 în Marea Britanie de către Spotify.

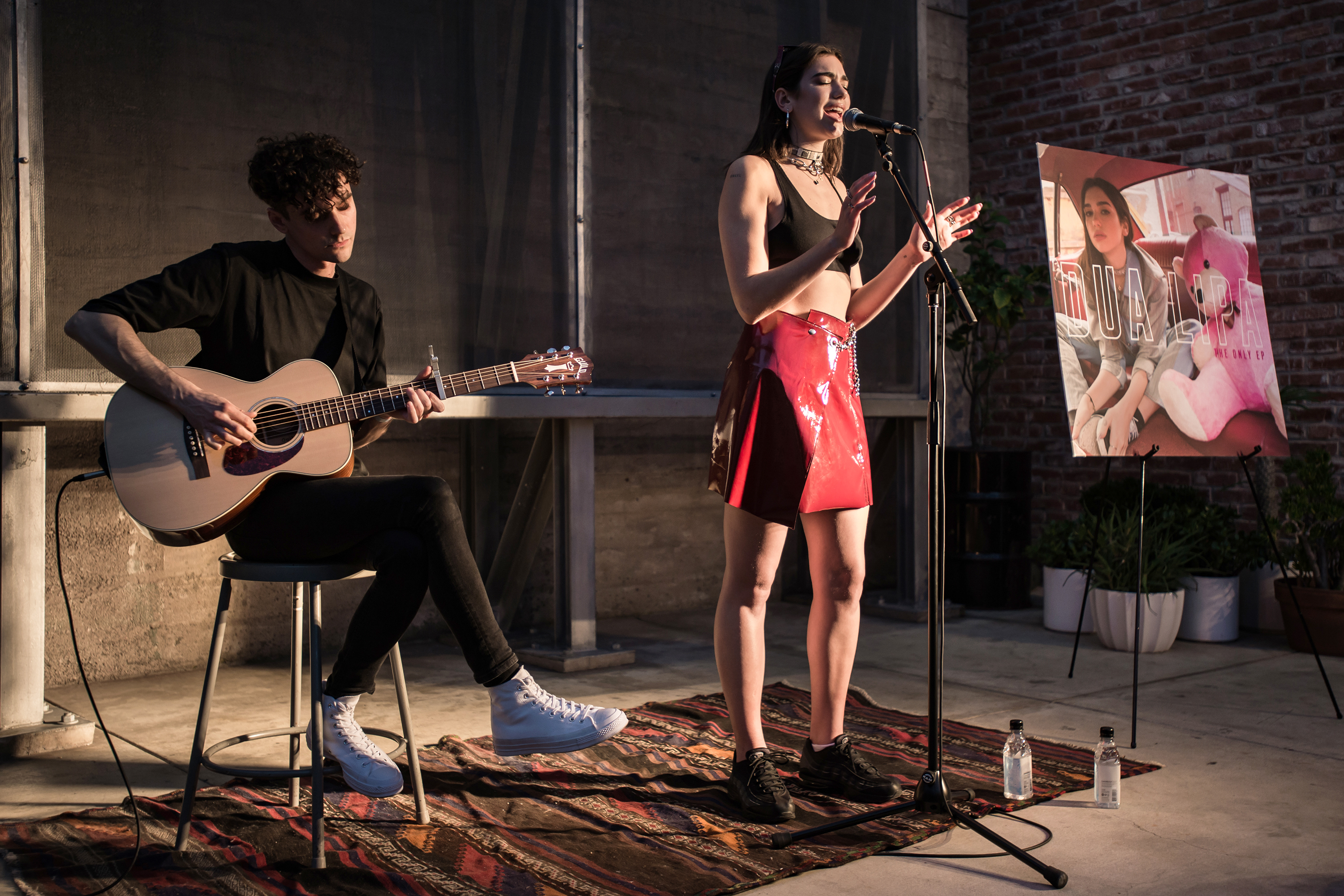
Dua Lipa în 2017

### 2018-prezent: Al doilea album de studio
În ianuarie 2018, Lipa a primit nominalizări în cinci categorii la Premiile Britanic 2018, mai multe nominalizări decât orice alt artist din acel an. Ea a fost nominalizată la British Female Solo Artist, British Breakthrough Act, MasterCard British Album of the Year (Dua Lipa), British Single of The Year ("New Rules") si British Video of The Year ("New Rules"). Aceasta a fost pentru prima dată când o femeie a primit cinci nominalizări. A participat la ceremonia de decernare a premiilor, desfășurată la 21 februarie la Arena O2 din Londra, și a colectat premiile pentru British Female Solo Artist și British Breakthrough Act.
Lipa a anunțat prin intermediul rețelelor sociale că a început să lucreze la materialul nou pentru al doilea album. Colaborează cu MNEK, care anterior a co-scris single-ul "IDGAF". Cântăreața a colaborat, de asemenea, cu producătorul de muzică electronică Whethan pe o melodie numită "High" pentru coloana sonoră Fifty Shades Freed, lansată în februarie 2018.
În 2022 a obținut cetățenia albaneză.

## Discografie

### Albume de studio
- Dua Lipa (2017)
- Future Nostalgia (2020)
- Radical Optimism (2024)

Discuri single
- 2015 — „New Love”
- 2015 — „Be The One ”
- 2016 — „Last Dance”
- 2016 — „Hotter Than Hell”
- 2016 — „Blow Your Mind (Mwah)”
- 2016 — „No Lie” (Sean Paul feat. Dua Lipa)
- 2017 — „Scared To Be Lonely” (Martin Garrix feat. Dua Lipa)
- 2017 — „Thinking 'Bout You”
- 2017 — „My Love” (Wale feat. Major Lazer, WizKid and Dua Lipa)
- 2017 — „New Rules”
- 2018 — „IDGAF”
- 2018 — „One Kiss” (Calvin Harris feat. Dua Lipa)
- 2018 — „Electricity" (Silk City & Dua Lipa feat. Diplo & Mark Ronson
- 2018 — „Kiss and Make Up” (Black Pink & Dua Lipa)
- 2019 — „Swan Song”
- 2019 — „Don't Start Now”
- 2020 — „Physical”
- 2020 — „Break My Heart”
- 2020 — „Hallucinate”
- 2020 — „Levitating”
- 2020 — „Fever” (Dua Lipa feat. Angèle)
- 2021 — „We’re Good”
- 2021 — „Love Again”
- 2021 — „Cold Heart” (Elton John & Dua Lipa)
- 2022 — „Sweetest Pie” (Megan Thee Stallion & Dua Lipa)
- 2022 — „Potion” (Calvin Harris, Dua Lipa & Young Thug)
- 2023 — „Dance The Night”
- 2023 — „Houdini”
- 2024 — „Training Season”
- 2024 — „Illusion”
- 2024 — „These Walls”

## Turnee
Headlining
- 2016 UK Tour (2016)
- Hotter than Hell Tour (2016)
- US and Europe Tour (2017)
- The Self-Titled Tour (2017–2018)
- Future Nostalgia Tour (2022)
- Radical Optimism Tour (2024 - 2025)

Opening act
- Troye Sivan – Suburbia Tour (2016)
- Bruno Mars – 24K Magic World Tour (2017–2018)
- Coldplay – A Head Full of Dreams Tour (2017)

## Premii
| An   | Organizație                | Categorie                                                      | Nominated work                                    | Rezultat    |
| ---- | -------------------------- | -------------------------------------------------------------- | ------------------------------------------------- | ----------- |
| 2016 | BBC                        | Sound of... 2016                                               | Herself                                           | nominalizat |
| 2016 | MTV Europe Music Awards    | Best Push Act                                                  | Herself                                           | nominalizat |
| 2016 | Popjustice £20 Music Prize | Best British Pop Single                                        | "Hotter Than Hell"                                | nominalizat |
| 2017 | Eurosonic Noorderslag      | European Border Breakers Awards: United Kingdom                | Herself                                           | câștigat    |
| 2017 | Eurosonic Noorderslag      | Public Choice                                                  | Herself                                           | câștigat    |
| 2017 | Eurosonic Noorderslag      | Best Newcomer of the Year                                      | Herself                                           | câștigat    |
| 2017 | Brit Awards                | Critics' Choice                                                | Herself                                           | nominalizat |
| 2017 | NME Awards                 | Best British Female Artist                                     | Herself                                           | nominalizat |
| 2017 | NME Awards                 | Best New Artist                                                | Herself                                           | câștigat    |
| 2017 | SCTV Music Awards          | Young and Promising International Artist                       | Herself                                           | câștigat    |
| 2017 | Glamour Awards             | Next Breakthrough                                              | Herself                                           | câștigat    |
| 2017 | Teen Choice Awards         | Choice Breakout Artist                                         | Herself                                           | nominalizat |
| 2017 | BBC Radio 1's Teen Awards  | Best British Solo Artist                                       | Herself                                           | nominalizat |
| 2017 | BBC Radio 1's Teen Awards  | Best Single                                                    | "New Rules"                                       | câștigat    |
| 2017 | MTV Europe Music Awards    | Best UK & Ireland Act                                          | Herself                                           | nominalizat |
| 2017 | MTV Europe Music Awards    | Best New Act                                                   | Herself                                           | câștigat    |
| 2017 | MTV Europe Music Awards    | Best Look                                                      | Herself                                           | nominalizat |
| 2017 | Telehit Awards             | Emerging Artist in Networks                                    | Herself                                           | nominalizat |
| 2017 | UK Music Video Awards      | Best Pop Video - UK                                            | "New Rules"                                       | câștigat    |
| 2017 | UK Music Video Awards      | VEVO Must See Award                                            | "New Rules"                                       | nominalizat |
| 2017 | BAMA Music Awards          | BAMA's Best Video                                              | "New Rules"                                       | nominalizat |
| 2017 | Urban Music Awards         | Best Pop Act                                                   | Herself                                           | nominalizat |
| 2017 | BBC Music Awards           | Album of the Year                                              | Dua Lipa                                          | nominalizat |
| 2017 | The Beano Awards           | Pop Song of the Year                                           | "New Rules"                                       | nominalizat |
| 2018 | Wish 107.5 Music Awards    | Wishclusive Performance of the Year by an International Artist | "Blow Your Mind (Mwah)"                           | câștigat    |
| 2018 | NME Awards                 | Best British Solo Artist                                       | Herself                                           | nominalizat |
| 2018 | NME Awards                 | Best Track                                                     | "New Rules"                                       | nominalizat |
| 2018 | NME Awards                 | Best Video                                                     | "New Rules"                                       | nominalizat |
| 2018 | Global Awards              | Best Song                                                      | "New Rules"                                       | nominalizat |
| 2018 | Global Awards              | Best Female                                                    | Herself                                           | nominalizat |
| 2018 | Global Awards              | Rising Star Award                                              | Herself                                           | nominalizat |
| 2018 | Global Awards              | Best Pop                                                       | Herself                                           | nominalizat |
| 2018 | Brit Awards                | MasterCard British Album of the Year                           | Dua Lipa                                          | nominalizat |
| 2018 | Brit Awards                | British Breakthrough Act                                       | Herself                                           | câștigat    |
| 2018 | Brit Awards                | British Female Solo Artist                                     | Herself                                           | câștigat    |
| 2018 | Brit Awards                | British Single of the Year                                     | "New Rules"                                       | nominalizat |
| 2018 | Brit Awards                | British Video                                                  | "New Rules"                                       | nominalizat |
| 2018 | Gaygalan Awards            | International Song of the Year                                 | "New Rules"                                       | nominalizat |
| 2018 | iHeartRadio Music Awards   | Best Music Video                                               | "New Rules"                                       | nominalizat |
| 2018 | WDM Radio Awards           | Best Bass Track                                                | "Scared to Be Lonely" (shared with Martin Garrix) | câștigat    |
| 2018 | WDM Radio Awards           | Best Electronic Vocalist                                       | Herself                                           | câștigat    |

## Legături externe
Materiale media legate de Dua Lipa la Wikimedia Commons
- Official website
- MusicFeeds interview (April 2016)
- See in Blue documentary (The Fader, December 2016)